# Teatrul cel Mare – „Urâta satului”
Teatrul cel Mare – "Urâta satului" este o operă literară scrisă de Ion Luca Caragiale. 